# Saxel
 Saxel  es una comuna y población de Francia, en la región de Ródano-Alpes, departamento de Alta Saboya, en el distrito de Thonon-les-Bains y cantón de Boëge.
Su población en el censo de 1999 era de 348 habitantes.
No está integrada en ninguna Communauté de communes u organismo similar.